# Sierra para hormigón
Una sierra para hormigón, o concreto, es una herramienta mecanizada, que se utiliza para cortar elementos de hormigón (es conocida en inglés como consaw). 

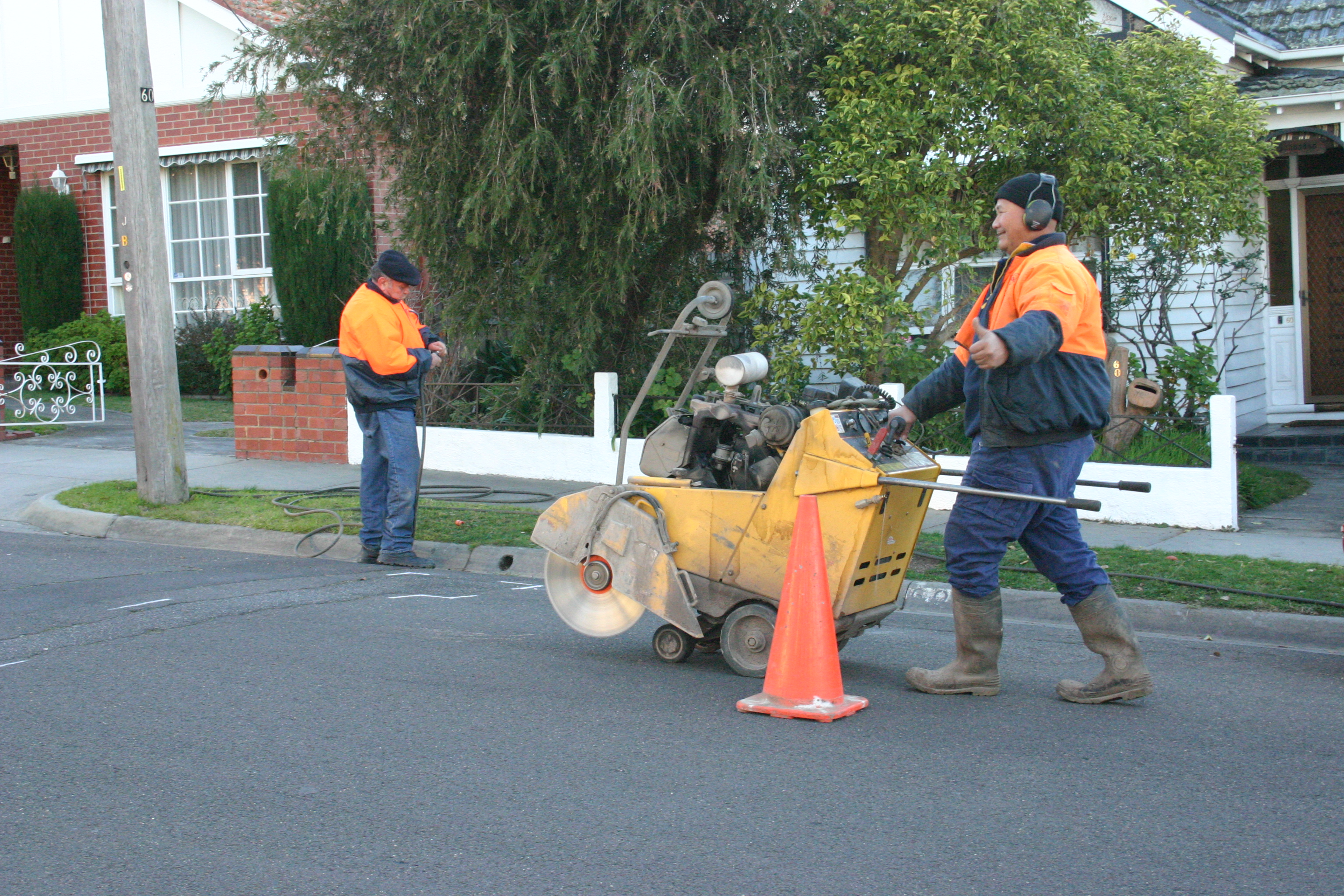
Una sierra para hormigón preparada para su uso. El hombre del fondo está preparando la manguera para enfriar la sierra con agua, mientras que el operador está moviendo la herramienta a la posición requerida. Un potente motor impulsa la sierra circular.

Para cortar los bloques de hormigón se emplea una sierra de forma circular que posee dientes de “widia”, o "diamante artificial"; estos dientes especiales están templados para conseguir una gran dureza y resistencia. 
La sierra es impulsada por un motor de combustión interna.
La gran fricción generada en el corte de duros materiales, como el hormigón, requiere que estas sierras discoidales deban ser enfriadas constantemente con agua.

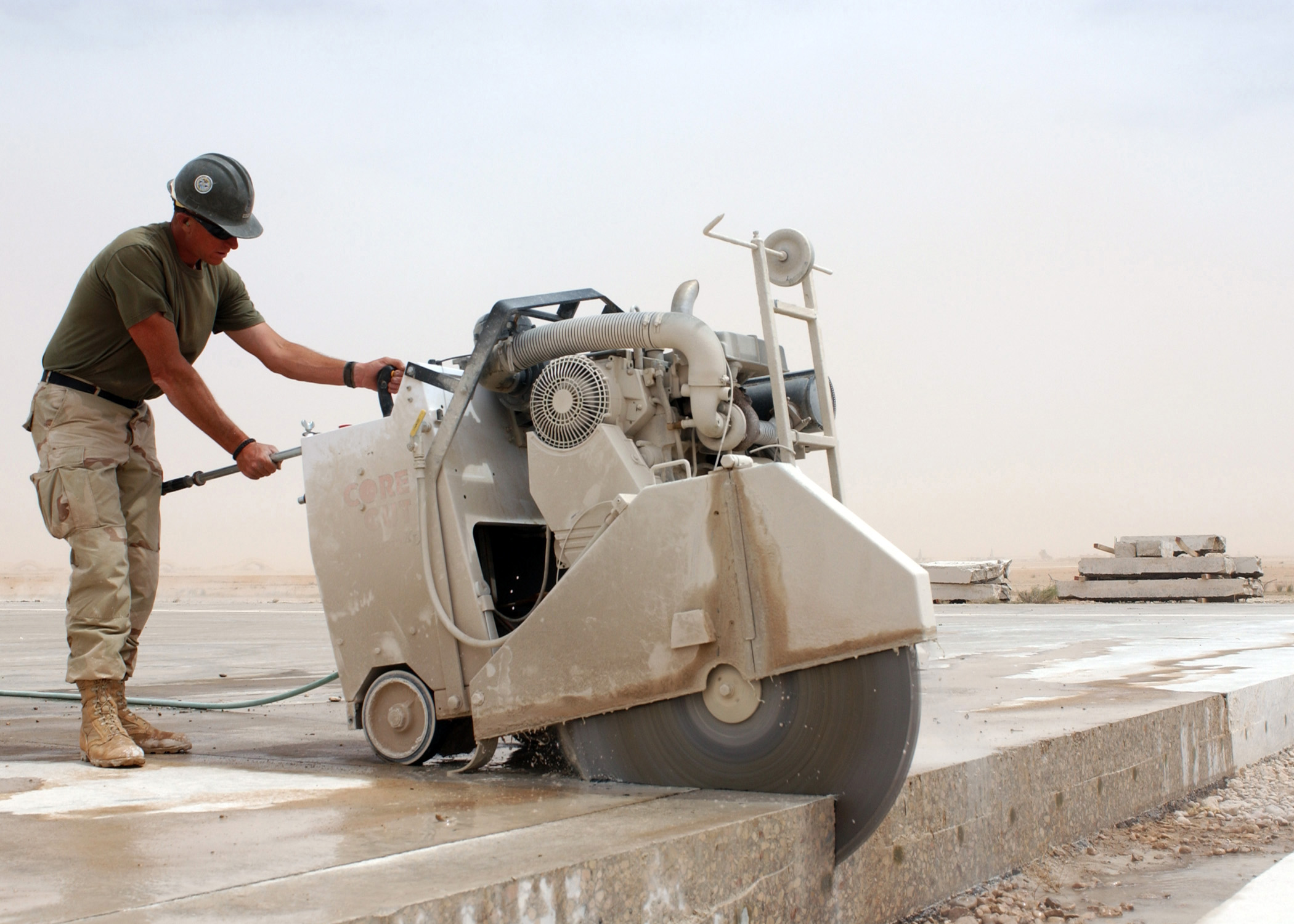
Una sierra de hormigón en plena actividad.

- Datos: Q5159079
- Multimedia: Concrete saws / Q5159079